# 中央 (八潮市)
中央（ちゅうおう）は、埼玉県八潮市にある町名。現行行政地名は中央一丁目から四丁目。郵便番号は340-0816。

## 地理
埼玉県の東部地域で、八潮市の中央部の沖積平野に位置する。東側で二丁目や上馬場（飛地）や中馬場、南側で八潮、西側で西袋や上馬場、北側で緑町や小作田と隣接する。土地区画整理により造成され、住居表示が実施された地区である。全域が市街化区域である。市役所などがあり市の中心部であることから「中央」と名付けられた。地内は主に第一種中高層住居専用地域に指定された戸建ての住宅地となっており、けやき通りなどの主要な通り沿いは近隣商業地域に指定され、大型の商業施設が見られる。また公共施設も多く、八潮市における行政の中心地でもある。

### 地価
住宅地の地価は2023年（令和5年）1月1日の公示地価によれば中央1丁目21番23の地点で13万4,000円/m2となっている。

## 沿革
- 1971年（昭和46年）11月 - 「八潮第一土地区画整理事業」が事業認可される[7]。
- 1982年（昭和57年）10月2日 - 「八潮第一土地区画整理事業」の完成に伴い町名および地番が変更され、大字上馬場、大字中馬場、大字鶴ケ曽根、大字二丁目、大字小作田、大字西袋の各一部から中央一丁目〜中央四丁目が成立[8]。
- 2023年（令和）5年10月31日 - 地内の八潮市役所の新庁舎が竣工され、落成式を11月26日に挙行する。なお、新庁舎の開庁は翌年1月4日である[9]。
- 2025年（令和7年）1月28日 - 9時40分ごろ、埼玉県道54号線・松戸草加線と潮止通り、浄水場通りが交わる中央一丁目交差点付近にて道路陥没事故が発生。中央一丁目、中央二丁目の一部に避難勧告[10]（翌29日に警戒区域へ移行[11]）。

## 世帯数と人口
2023年（令和5年）2月1日現在の世帯数と人口は以下の通りである。
| 丁目   | 世帯数    | 人口    |
| ------ | --------- | ------- |
| 一丁目 | 574世帯   | 1,236人 |
| 二丁目 | 552世帯   | 1,191人 |
| 三丁目 | 599世帯   | 1,228人 |
| 四丁目 | 486世帯   | 1,002人 |
| 合計   | 2,211世帯 | 4,657人 |

## 小・中学校の学区
市立小・中学校に通う場合、学区は以下の通りとなる。
| 丁目   | 番地                                                   | 小学校             | 中学校             |
| ------ | ------------------------------------------------------ | ------------------ | ------------------ |
| 一丁目 | 全域                                                   | 八潮市立八幡小学校 | 八潮市立八潮中学校 |
| 二丁目 | 1-1〜1-13 1-20〜2-10 2-13〜3 4-4〜4-13 7-3〜7-6        | 八潮市立潮止小学校 | 八潮市立八潮中学校 |
| 二丁目 | 1-14〜1-19 2-11〜2-12 4-1〜4-3 4-14〜7-2 7-7〜9 14〜31 | 八潮市立八幡小学校 | 八潮市立八潮中学校 |
| 三丁目 | 全域                                                   | 八潮市立八幡小学校 | 八潮市立八潮中学校 |
| 四丁目 | 全域                                                   | 八潮市立八幡小学校 | 八潮市立八幡中学校 |

## 交通

### 鉄道
地内に鉄道は敷設されていない。最寄り駅は首都圏新都市鉄道つくばエクスプレスの八潮駅であるが、中央1丁目21番23の地点よりおよそ2.2 km離れている。

### 道路
- 埼玉県道54号松戸草加線
  - けやき通り（埼玉県道54号バイパス道路）
- 埼玉県道102号平方東京線
- 青葉通り
- 市役所通り
- 中央公園通り

## 地域

### 寺社
- 真言宗豊山派観音寺
- 日蓮宗妙光寺
- 中馬場諏訪神社
- 天神社（天満宮）

### 公園
- 八潮中央公園
- 中馬場児童公園
- 上馬場児童公園
- 諏訪児童公園
- 天神児童公園

### 施設
けやき通り沿道にロードサイド店舗が多く立地する。
- 八潮市役所
- 八潮メセナ・市民文化会館
- 八潮市立八潮中学校
- 八潮市立八幡小学校
- 八潮ひまわり保育園
- 八潮市中央浄水場
- 八潮中央二郵便局
- 足立成和信用金庫八潮中央支店
- 城北信用金庫八潮支店
- 八潮市商工会館
- 八潮市立八幡公民館
  - 八潮市立八幡図書館（八潮市立図書館）
- 中馬場公民館 - 中馬場諏訪神社の境内地に所在